# Sciadotenia similis
Sciadotenia similis är en tvåhjärtbladig växtart som beskrevs av Harold Norman Moldenke och Macbride. Sciadotenia similis ingår i släktet Sciadotenia och familjen Menispermaceae. Inga underarter finns listade i Catalogue of Life.